# Дмитренко (Херсонская область)
Дмитренко (укр. Дмитренка) — село в Борозенской сельской общине Бериславского района Херсонской области Украины.
Почтовый индекс — 74142. Телефонный код — 5532. Код КОАТУУ — 6520984802.

## Население
Население по переписи 2001 года составляло 81 человек.

### Языковой состав
Родной язык населения по данным переписи 2001 года:
| Язык       | Численность, чел. | Доля     |
| ---------- | ----------------- | -------- |
| Украинский | 80                | 98,77 %  |
| Молдавский | 1                 | 1,23 %   |
| Итого      | 81                | 100,00 % |

## Местный совет
74142, Херсонская обл., Бериславский р-н, с. Чаривное, ул. Победы